# Albert Ndele
 (juillet 2021).
Si vous disposez d'ouvrages ou d'articles de référence ou si vous connaissez des sites web de qualité traitant du thème abordé ici, merci de compléter l'article en donnant les références utiles à sa vérifiabilité et en les liant à la section « Notes et références ».
Albert Ndele, né le 15 août 1930 à Boma et mort le 1er avril 2023 à Bruxelles en Belgique, est un homme politique congolais et premier gouverneur de la Banque centrale du Congo (BCC).

## Biographie
'Albert Ndele étudie l’économie à l’université catholique de Louvain en Belgique et obtient son diplôme en 1958, faisant de lui l'un des premiers Congolais diplômés.
Après l’indépendance du Congo, le 30 juin 1960, il est actif dans le ministère des Finances du gouvernement Lumumba. Il est ensuite commissaire général des Finances et des Questions monétaires et vice-président du Collège des Commissaires généraux, gouvernement temporaire mis en place par Joseph Mobutu le 20 septembre 1960. Il fait notamment partie du groupe de Binza, opposants de Patrice Lumumba.
En 1961, il devient gouverneur de la Banque centrale du Congo, et ce jusqu’en 1970. Il est ministre des finances de courte durée sous Mobutu, de septembre 1970 au 12 novembre 1970, lorsqu’il quitte le pays. Il a aussi travaillé à la Banque mondiale.
Il est l'auteur de l'article Les grandes leçons de l'histoire monétaire, financière et économique du Congo-Zai͏̈re.
Depuis la chute de Mobutu, et la prise du pouvoir par Laurent-Désiré Kabila, Ndele fait partie de l’opposition.
Son parti politique est l'ARREN, Action de rassemblement pour la Reconstruction et l'Édification nationales que dirige en ce moment Justin Nzita Ngoma en qualité de secrétaire général. Ce dernier est secondé par J-P Mbambi Mbuilu[réf. nécessaire].
Il vit en exil en Belgique depuis son départ du Congo en 1970 jusqu'à sa mort à Bruxelles le 1er avril 2023 à l’âge de 92 ans. Le directeur de cabinet de Félix Tshisekedi lui rend hommage.